# Carlo Zangarini
Carlo Zangarini (Bologna, 9 dicembre 1873 – Bologna, 19 luglio 1943) è stato un poeta, librettista e regista italiano.
Fu professore di letteratura al Liceo Musicale di Bologna. 
Autore di numerosi libretti, compose parte de La fanciulla del West, che fu completato da Guelfo Civinini, e vari libretti per Ermanno Wolf Ferrari, Riccardo Zandonai, Eugen d'Albert e altri. 
Fra le opere minori di Zangarini, ma più note nella cultura popolare, la strofetta che accompagna una comune polvere commerciale per rendere effervescente l’acqua, l’Idrolitina, che era prodotta in origine da un’azienda  bolognese. 《 Diceva l’oste al vino tu mi diventi vecchio/ ti voglio maritare all’acqua del mio secchio./ Rispose il vino all’oste: fai le pubblicazioni/ sposo l’Idrolitina del cavalier Gazzoni 》.  Questa strofetta di Zangarini, tuttora riprodotta sulle confezioni del prodotto, acquisì notorietà soprattutto negli anni in cui veniva letta dal dicitore nelle pubblicità radiofoniche.

## Librettista  e drammaturgo
- Heremus, poema sinfonico, musica di Primo Riccitelli (circa 1900)
- Zaza, opera di Ruggero Leoncavallo, libretto Leoncavallo e Zangarini (1900)
- Catullo, dramma lirico (1904)
- Spunti d'anima (1905)
- Hans: il suonatore di flauto, opera comica, musica di Luigi Ganne, libretto Maurice Vaucaire et Zangarini (1907)
- Berta alla siepe, con musica di Emanuele Gennai, (1908)
- Terra promessa, musica di Arrigo Pedrollo (1908)
- Medea di Luigi Cherubini, libretto di François-Benoît Hoffmann, libretto in italiano (1909)
- Saltarello, dramma lirico, musica di Amleto Zecchi (1910)
- La fanciulla del West, di Giacomo Puccini, con Guelfo Civinini (1910)
- Conchita, opera, di Riccardo Zandonai, libretto di Maurice Vaucaire e Zangarini (1911)
- Capriccio antico, musica di Ion Hartulary-Darclée (1912)
- I gioielli della Madonna libretto e musica di Ermanno Wolf-Ferrari, libretto in italiano (1913)
- Amore in maschera, operetta, musica di Ion Hartulary-Darclée (1913)
- Terra promessa, musica di Arrigo Pedrollo (1914)
- La principessa della Czarda, di Emmerich Kálmán, libretto di Leo Stein e Béla Jenbach, libretto in italien (1915)
- Maria sul Monte, musica di Primo Riccitelli} (1916)
- L'ultimo dei Moicani, musica di Paul Hastings Allen} (1916)
- Il santo, musica di Ubaldo Pacchierotti (1920)
- Il divino Pierrot, commedia(1931)
- Le astuzie di Bertoldo, musica di Luigi Ferrari Trecate, libretto di Ostilio Lucarini e Zangarini (1935)

## Filmografia

### Regista
- Dall'alba al tramonto  (1917)
- L'abbraccio della vergine di ferro (1919)
- I milioni della zingara (1920)
- Il mistero dell'uomo grigio (1920)
- Il cimitero dei giustiziati (1920)
- Nella stretta del mistero (1920)
- La corda al collo (1920)
- Tra fumi di champagne (1921)
- La danzatrice cieca (1922)

### Sceneggiatore
- Il fantasma dei laghi, regia di Emilio Graziani-Walter (1921)
- La donna del mare, regia di Nino Valentini (1922)
- Frate Francesco, regia di Giulio Antamoro (1927)